# Lista dos católicos de Altamar
Lista dos Católicos do Catolicato de Altamar da Igreja Apostólica Armênia.
- Davi I Tornício (1113-1165);
- Estêvão I (1165–1185/1190);
- Anônimo (1185–1272);
- Estêvão II (?–1272);
- Estêvão III Sefediniano (1272-1296);
- Zacarias I Sefediniano (1296–1336);
- Estêvão III (1336–1346);
- Davi II (1346-1368);
- Zacarias II, o Mártir (1369-1393);
- Davi III por Altamar(1393-1433);
- Zacarias III por Altamar (1434-1464), 1460-1464 também (contra) o católico em Echemiazim (Valarsapate);
- Estêvão IV (1464-1489);
- Zacarias IV (1489–1496);
- Atim I (1496-1510);
- João (1510-1512);
- Gregório I de Altamar (1512-1544);
- Gregório II, o Jovem (1544–1586);
- Gregório III (1586–1612);
- Estêvão V (1612–?);
- Mártir I de Moxoena (1660-1662);
- Pedro (1670);
- Estêvão IV (1671-?);
- Garabede (1677–?);
- João Tiutiuntshiu (1669);
- Tomás I Dolambeguiã (1681-1698);
- Avedis (1697);
- Isaque I Arzegue (1698);
- João II Kedzuk (1699-1704);
- Hairapete I Paique (1705-1707);
- Gregório III Cavaxe (1707-1711);
- João III por Haioz Zore (1720–?);
- Gregório de Hizã (?-?);
- Lázaro I de Moxoena (?-?);
- Gregório IV de Hizã (?-?);
- Baltasar I de Bitlis (1735–1736);
- Nicolau (1736-1751);
- Gregório (1751-1761);
- Tomás II (1761-1783);
- Garabede (1783-1787);
- Marco (1788–1791);
- Teodoro (1792-1794);
- Miguel (1796-1810);
- Garabede (?-1813);
- Cachatur I, o Operador de Milagres (1803–1814);
- João V Shataketsi (1823–1843);
- Cachatur II de Moxoena (1844-1851);
- Gabriel Shiroian (1851-1857);
- Pedro I Bulbuliano (1858–1864);
- Cachatur III Shiroian, último Católico de AltamarCachatur III Shiroian (1864-1895);
- Vago (1895-1916).

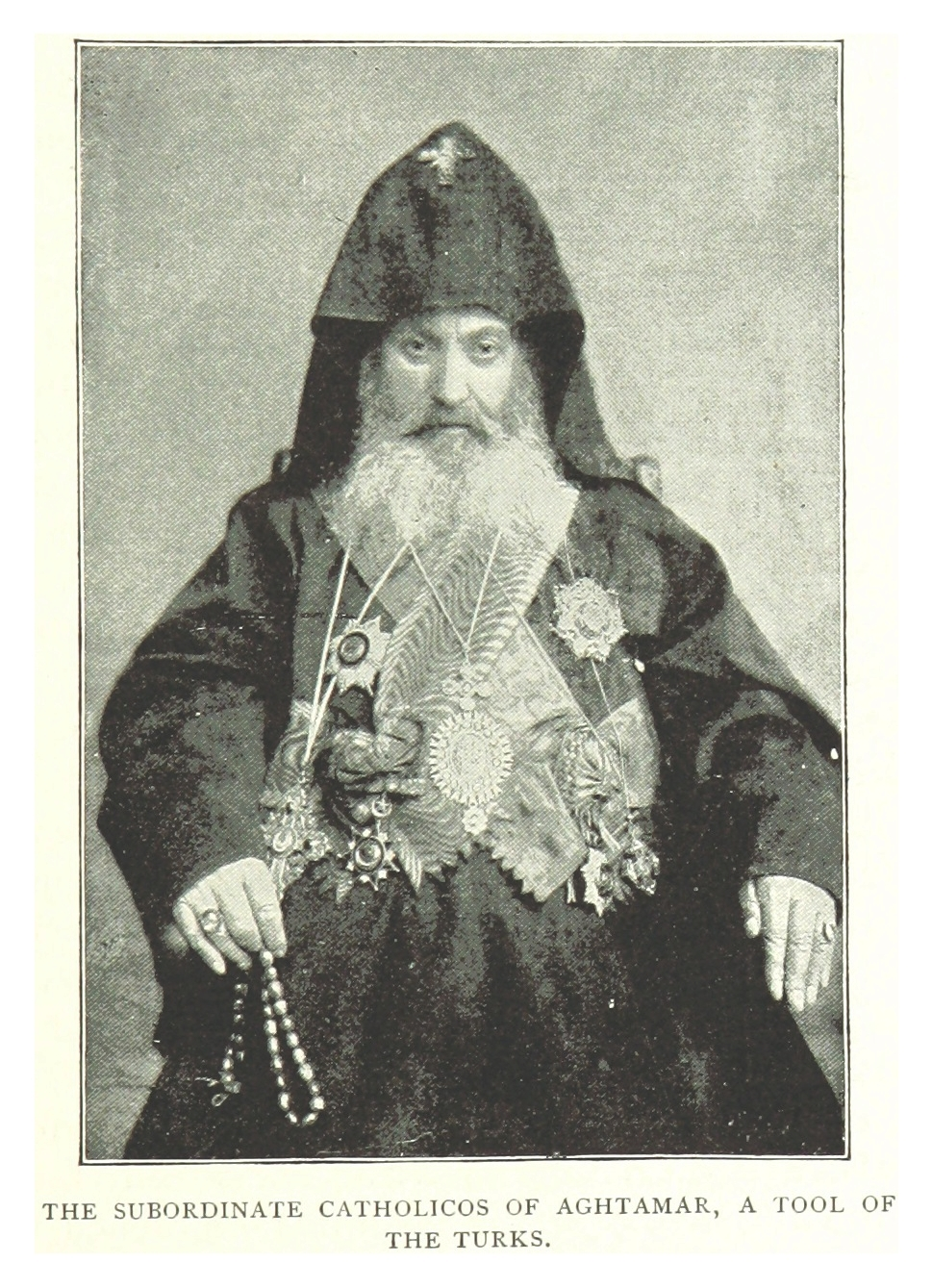
Cachatur III Shiroian, último Católico de Altamar

Em 28 de julho/10 de agosto de 1916, o sultão confirmou a decisão do Ministério otomano de Religião e Justiça de fundir os catolicatos de Altamar e Sis (Cilícia), dissolver os patriarcados de Constantinopla e Jerusalém e designar Jerusalém como a nova sede do "Católico-Patriarca" de todos os armênios otomanos, Isaque II.